# Сичик-горобець перуанський
Си́чик-горобе́ць перуанський (Glaucidium peruanum) — вид совоподібних птахів родини совових (Strigidae). Мешкає в Андах.

## Опис
Довжина птаха становить 15-17 см, самці важать 60 г, самиці 65 г. У самиць крила і хвості є довшими, ніж у самців. Забарвлення існує у трьох морфах: поширених коричневій сірій та рідкісній рудій. У представників сірої морфи. верхня частина тіла сірувато-коричнева, передня частина тімені поцяткована охристими смужками, задня частина тімені і потилиця поцяткована охристими плямами. На потилиці є дві темних плями, що нагадують очі і слугують до відлякування і обману. Плечі і спина поцятковані білими плямами. Хвіст сірувато-коричневий, на хвості є до 7 світлих смуг. Горло біле, груди з боків сірувато-коричневі, решта нижньої частини тіла білувата, поцяткована рудими смужками. У представників інших морф оперення замість сірувато-коричневого є темно-коричневим або рудим. У представників рудої морфи смуги на хвості іржасто-коричневі або орнажево-охристі, смуни на нижній частині тіла менш чіткі. Очі жовті, дзьоб і лапи жовто-зелені.

## Поширення і екологія
Перуанські сичики-горобці мешкають на західних схилах Анд в Еквадорі (на південь від Манабі, Пічинчи і Лос-Ріоса), в Перу і Чилі (на південь до Тарапака). Вони живуть в сухих і високогірних чагарникових заростях, в сухих тропічних лісах і рідколіссях, на плантаціях і в садах. Зустрічаються на висоті до 3000 м над рівнем моря. Живляться переважно комахами та іншими безхребетними, а також дрібними птахами, плазунами і ссавцями. Гніздяться в дуплах дерев, часто використовують покинуті дупла дятлів. 